# 布加勒斯特迅速足球俱樂部
布加勒斯特迅速足球俱樂部（Fotbal Club Rapid București，羅馬尼亞語發音：[raˈpid bukuˈreʃtʲ]）是羅馬尼亞的一家足球俱樂部。俱樂部成立於1923年。布加勒斯特快速曾經3次獲得羅馬尼亞甲級足球聯賽錦標（1967年、1999年及2003年）。2006年布加勒斯特快速成為一家註冊公司。其最大股東是一位富有的商人George Copos。

## 球會榮譽

### 本土

#### 聯賽
- 羅馬尼亞甲組足球聯賽

 冠軍（3）：1966–67, 1998–99, 2002–03
 亞軍（14）：1936–37, 1937–38, 1939–40, 1940–41, 1948–49, 1950, 1963–64, 1964–65, 1965–66, 1969–70, 1970–71, 1997–98, 1999–2000, 2005–06
- 羅馬尼亞乙組足球聯賽

 冠軍（6）：1952, 1955, 1974–75, 1982–83, 1989–90, 2015–16
 亞軍（4）：1979–80, 1981–82, 2013–14, 2020–21
- 羅馬尼亞丙組足球聯賽

 冠軍（1）：2018–19
- 羅馬尼亞丁組足球聯賽 – 布加勒斯特區

 冠軍（1）：2017–18
- 羅馬尼亞茂組足球聯賽 – 布加勒斯特區 (以CFR鐵路運動身份)

 冠軍（1）：2016–17

#### 盃賽
- 羅馬尼亞盃

 冠軍（13）：1934–35, 1936–37, 1937–38, 1938–39, 1939–40, 1940–41, 1941–42, 1971–72, 1974–75, 1997–98, 2001–02, 2005–06, 2006–07
 亞軍（6）：1960–61, 1961–62, 1967–68, 1994–95, 1998–99, 2011–12
- 羅馬尼亞超級盃

 冠軍（4）：1999, 2002, 2003, 2007
 亞軍（2）：1998, 2006
- 羅馬尼亞聯賽盃

 冠軍（1）：1994 (Friendly)
- 比薩拉比亞盃（Cupa Basarabiei）

 冠軍（1）：1942
- 春天盃（Cupa Primăverii）

 冠軍（1）：1957

### 歐洲
- 米杜柏盃
  - 決賽 （1）: 1940[note 1]

- 巴爾幹盃

 冠軍（2）：1963–64, 1964–66
- 歐洲鐵路盃

 冠軍（1）：1968
 亞軍（2）：1961, 1971

## 外部連結
- 官方網站 （页面存档备份，存于） （羅馬尼亞語）
- 布加勒斯特迅速足球俱樂部的Facebook專頁
- 布加勒斯特迅速足球俱樂部的Instagram帳戶